# Liste von Krimi-Autoren
Dies ist eine Liste der im Sinne der Wikipedia enzyklopädisch relevanten Autoren von Kriminalromanen.

## A
- Edward S. Aarons (1916–1975)
- Anthony Abbott, Pseudonym von Fulton Oursler (1893–1952)
- Jeff Abbott (* 1963)
- Megan Abbott (* 1971)
- Kenneth Abel (* 1962)
- Keith Ablow (* 1961)
- Pearl Abraham (* 1960)
- Peter Abrahams (* 1947)
- Amy Achterop, Pseudonym von Heidi van Elderen (* 1980)
- Gilbert Adair (1944–2011)
- Arkadij Adamov (1920–1991)
- Herbert Adams (1874–1958)
- Samuel Hopkins Adams (1871–1958)
- Thomas Adcock (* 1947)
- Uri Adelman (1958–2004)
- Jussi Adler-Olsen (* 1950)
- Uli Aechtner (* 1952)
- Eva Björg Ægisdóttir (* 1988)
- Stefan Ahnhem (* 1966)
- Bernhard Aichner (* 1972)
- Conrad Aiken (1889–1973)
- Joan Aiken (1924–2004)
- Rennie Airth (* 1935)
- Jirō Akagawa (* 1948)
- Boris Akunin (* 1956)
- Marvin H. Albert (1924–1996)
- Susan Wittig Albert (* 1940)
- Jürgen Alberts (* 1946)
- Martha Albrand (1910–1981)
- Rob Alef (* 1965)
- Bruce Alexander (1932–2003)
- Ted Allbeury (1917–2005)
- Margery Allingham (1904–1966)
- Eva Almstädt (* 1965)
- Tove Alsterdal (* 1960)
- Sabine Alt (* 1959)
- Alan D. Altieri, Pseudonym von Sergio Altieri (1952–2017)
- Nessa Altura (* 1951)
- Karin Alvtegen (* 1965)
- Eric Ambler (1909–1998)
- Jean Amila (1910–1995)
- Kingsley Amis (1922–1995)
- Niccolò Ammaniti (* 1966)
- Roberto Ampuero (* 1953)
- Lili Andersen, Pseudonym von Liliane Skalecki (* 1958)
- Luca D’Andrea (* 1979)
- Myriane Angelowski (* 1963)
- Gert Anhalt (* 1963), auch als Raymond A. Scofield
- Friedrich Ani (* 1959)
- Max Annas (* 1963)
- Henk Apotheker (* 1956)
- René Appel (* 1945)
- Isabella Archan (* 1965)
- Jeffrey Archer (* 1940)
- Charles Ardai (* 1969)
- Judith Arendt, Pseudonym von Tanja Weber (* 1966)
- Jakob Arjouni (1964–2013)
- Charlotte Armstrong (1905–1969)
- Frank Arnau (1894–1976)
- Ottilie Arndt (* 1951)
- Guillermo Arriaga (* 1958)
- Robert Arthur (1909–1969)
- Tomas Arvidsson (* 1941)
- Matilde Asensi (* 1962)
- Isaac Asimov (1920–1992)
- Pieter Aspe, Pseudonym von Pierre Aspeslag (1953–2021)
- Kate Atkinson (* 1951)
- Bernardo Atxaga, Pseudonym von Joseba Irazu Garmendia (* 1951)
- Brigitte Aubert (* 1956)
- Richard Auer (* 1965)
- Claude Aveline (1901–1992)
- Esmahan Aykol (* 1970)
- Susanne Ayoub (* 1956)

## B
- Albert Cornelis Baantjer (1923–2010)
- Marlene Bach (* 1961)
- Heinz-Peter Baecker (1945–2015)
- Desmond Bagley (1923–1983)
- Jean Bagnol, Pseudonym von Nina George (* 1973) und Jens J. Kramer
- David Baldacci (* 1960)
- Bo Balderson
- Bill S. Ballinger (1912–1980)
- Alexander Bálly (* 1964)
- Jean-Luc Bannalec, Pseudonym von Jörg Bong (* 1966)
- Roberto Bardéz (1962–2010)
- John Franklin Bardin (1916–1981)
- Ellen Barksdale
- Linda Barnes (* 1949)
- Jean-Baptiste Baronian (* 1942)
- Nevada Barr (* 1952)
- Mike Barry, Pseudonym von Barry N. Malzberg (1939–2024)
- Helmut Barz (* 1969)
- Stefan Barz (* 1975)
- Juan Bas (* 1959)
- Colin Bateman (* 1962)
- Belinda Bauer (* 1962)
- Petra A. Bauer (* 1964)
- Manfred Baumann (* 1956)
- Gerhard Baumrucker (1929–1992)
- Werner Baumüller (* 1956)
- André Bawar (* 1962)
- George Baxt (1923–2003)
- Michael Bay (* 1955), Teil des Autorentrios Leenders Bay Leenders
- Josh Bazell (* 1970)
- Jan Beck, Pseudonym von Johann Fischler (* 1975)
- Zoë Beck (* 1975)
- Oliver Becker (* 1969)
- Rolf und Alexandra Becker (1923–2014 bzw. 1925–1990)
- Simon Beckett (* 1968)
- Alex Beer, Pseudonym von Daniela Larcher (* 1977)
- Lilo Beil (1947–2025)
- Alfred Bekker (* 1964)
- Tonino Benacquista (* 1961)
- Ben Benson (1915–1959)
- E. C. Bentley (1875–1956)
- Max Bentow (* 1966)
- Carsten Berg (* 1959)
- Eric Berg, Pseudonym von Eric Walz (* 1966)
- Elke Bergsma (* 1968)
- Anthony Berkeley (1893–1971)
- Clara Bernardi, Pseudonym von Julia Bruns (* 1975)
- Jacques Berndorf (1936–2022)
- Christa von Bernuth (* 1961)
- Sascha Berst-Frediani (* 1964)
- Peter Beutler (* 1942)
- Martina Bick (* 1956)
- Veronika Bicker (* 1978)
- Horst Bieber (1942–2020)
- Holger Biedermann (* 1952)
- Annette Biemer (* 1966)
- Pieke Biermann (* 1950)
- Earl Derr Biggers (1884–1933)
- Susanne Billig (* 1961)
- Mark Billingham (* 1961)
- Raoul Biltgen (* 1974)
- Gianni Biondillo (* 1966)
- Richard Birkefeld (* 1951)
- Benjamin Black, Pseudonym von John Banville (* 1945)
- Ingrid Black, Pseudonym von Ellis O’Hanlon und Ian McConnel
- Nicholas Blake, Pseudonym von Cecil Day-Lewis (1904–1972)
- Lena Blaudez (* 1958)
- Detlef Bernd Blettenberg (* 1949)
- Lawrence Block (* 1938)
- Stella Blómkvist, Pseudonym einer unbekannten isländischen Person
- Charlotte Blum, Pseudonym von Kris Brynn (* 1968)
- Giles Blunt (* 1952)
- Alfred Bodenheimer (* 1965)
- Michael Boenke (* 1958)
- Henning Boëtius (1939–2022)
- Jörg Böhm (1979–2019)
- Rolf Börjlind (* 1943)
- Leo Born, Pseudonym von Oliver Becker (* 1969)
- Sven Böttcher (* 1965)
- Ilja Bohnet (* 1967)
- Pierre Boileau (1906–1989)
- Patrick Boman (* 1948)
- Manfred Bomm (* 1951)
- Jay Bonansinga (* 1952)
- Michael Bond (1926–2017)
- Sophie Bonnet, Pseudonym von Heike Koschyk (* 1967)
- Christine Bonvin (* 1957)
- Stephen Booth (* 1952)
- Bernhard Borge, Pseudonym von André Bjerke (1918–1985)
- Jorge Luis Borges (1899–1986)
- Roger Borniche (1919–2020)
- Ole Bornemann (* 1928)
- Wolfgang Bortlik (* 1952)
- Horst Bosetzky (1938–2018), auch als -ky
- Ingo Bott (* 1983)
- Oliver Bottini (* 1965)
- Pierre Bourgeade (1927–2009)
- Sam Bourne, Pseudonym von Jonathan Freedland (* 1967)
- Emmanuel Bove (1898–1945)
- Gail Bowen (* 1942)
- Rhys Bowen, Pseudonym von Janet Quin-Harkin (* 1941)
- Elisabeth Bowers (* 1949)
- Edward Boyd (1916–1989)
- Robert Brack (* 1959)
- Klaus Brabänder (* 1955)
- Ray Bradbury (1920–2012)
- James Bradley (* 1967)
- Christianna Brand (1907–1988)
- Christine Brand (* 1973)
- Andreas Brandhorst (* 1956)
- Sönke Brandschwert (* 1965)
- Frank F. Braun (1895–1974)
- Jürgen Breest (1936–2023)
- Fred Breinersdorfer (* 1946)
- Guido M. Breuer (* 1967)
- Thomas Brezina (* 1963)
- Kris Brynn (* 1968)
- Stefan Brockhoff, Sammelpseudonym dreier Autoren
- Dieter Bromund (* 1938)
- Max Bronski (* 1953)
- Carter Brown, Pseudonym von Allan Geoffrey Yates (1923–1985)
- Charles Brockden Brown (1771–1810)
- Dan Brown (* 1964)
- Fredric Brown (1906–1972)
- Rita Mae Brown (* 1944)
- Sandra Brown (* 1948)
- Ken Bruen (1951–2025)
- Stephan Brüggenthies (* 1968)
- Tanja Bruske (* 1978)
- John Buchan, 1. Baron Tweedsmuir (1875–1940)
- Simone Buchholz (* 1972)
- John Burdett (* 1951)
- Wolfgang Burger (1952–2024)
- James Lee Burke (* 1936)
- Jan Burke (* 1953)
- Anni Bürkl (* 1970)
- Petra Busch (* 1967)
- Gwendoline Butler (1922–2013)

## C
- Pino Cacucci (* 1955)
- Chelsea Cain (* 1972)
- James M. Cain (1892–1977)
- Noël Calef (1907–1968)
- Gian Maria Calonder, Pseudonym von Tim Krohn (* 1965)
- Andrea Camilleri (1925–2019)
- Oriol Canals Vaquer (* 1978)
- Karel Čapek (1890–1938)
- Saskia Calden (* 1977)
- T.H. Campbell, Pseudonym von Heidi Troi (* 1972)
- Massimo Carlotto (* 1956)
- Christoffer Carlsson (* 1986)
- Gianrico Carofiglio (* 1961)
- Caleb Carr (1955–2024)
- John Dickson Carr (1906–1977)
- Donato Carrisi (* 1973)
- Chris Carter (* 1965)
- John Franklin Carter (1897–1967)
- Stephen L. Carter (* 1954)
- Jane Casey (* 1977)
- Vera Caspary (1899–1987)
- Linda Castillo (* 1960)
- Steve Cavanagh (* 1976)
- Jean Cayrol (1911–2005)
- Raymond Chandler (1888–1959)
- Anne Chaplet, Pseudonym von Cora Stephan (* 1951)
- Leslie Charteris (1907–1993)
- James Hadley Chase (1906–1985)
- Gilbert K. Chesterton (1874–1936)
- Peter Cheyney (1896–1951)
- Lee Child (* 1954)
- Lincoln Child (* 1957)
- Carin Chilvers
- Agatha Christie (1890–1976)
- Jill Churchill (* 1943)
- Carola Clasen (* 1950)
- Ann Cleeves (* 1954)
- Harlan Coben (* 1962)
- Liza Cody (* 1944), Pseudonym von Liza Nassim
- Ina Coelen (* 1958)
- Piero Colaprico (* 1957)
- Michael Collins (1924–2005)
- Martin Compart (* 1954)
- Michael Connelly (* 1956)
- John Connolly (* 1968)
- Robin Cook (* 1940)
- Patricia Cornwell (* 1956)
- Benjamin Cors
- Colin Cotterill (* 1952)
- Robert Crais (* 1953)
- M. W. Craven (* 1968)
- John Creasey (1908–1973)
- Michael Crichton (1942–2008)
- Edmund Crispin (1921–1978)
- Freeman Wills Crofts (1879–1957)
- Deborah Crombie (* 1952)
- Amanda Cross, Pseudonym von Carolyn Heilbrun (1926–2003)
- Julia Crouch (* 1962)
- James Crumley (1939–2008)

## D
- Didier Daeninckx (* 1949)
- Arne Dahl (* 1963), Pseudonym von Jan Arnald
- Kjell Ola Dahl (* 1958)
- Juan Damonte (1945–2005)
- Kerstin Signe Danielsson (* 1983)
- Anna Dankowtsewa (* 1961)
- Frédéric Dard (1921–2000)
- Simone Dark (* 1982)
- Leif Davidsen (* 1950)
- Diane Mott Davidson (* 1949)
- Lionel Davidson (1922–2009)
- Dorothy Salisbury Davis (1916–2014)
- Ingrid Davis (* 1969)
- Lindsey Davis (* 1949)
- Giancarlo De Cataldo (* 1956)
- Vincenzo De Falco (* 1960)
- William L. DeAndrea (1952–1996)
- Jeffery Deaver (* 1950)
- Luc Deflo (1958–2018)
- Maurizio De Giovanni (* 1958)
- Bram Dehouck (* 1978)
- Len Deighton (* 1929)
- Sabine Deitmer (1947–2020)
- Patrick Delachaux (1966–2024)
- JP Delaney, Pseudonym von Anthony Capella (* 1962)
- August Derleth (1909–1971)
- Arne Dessaul (* 1964)
- William Deverell (* 1937)
- Colin Dexter (1930–2017)
- Michael Dibdin (1947–2007)
- Peter Dickinson (1927–2015)
- Christiane Dieckerhoff (* 1960)
- Zeno Diegelmann (* 1974)
- Wolf S. Dietrich (* 1947)
- Linda Di Martino (1937–2005)
- S. S. Van Dine (1888–1939)
- Garry Disher (* 1949)
- Annette Döbrich (* 1949)
- Franz Dobler (* 1959)
- Stephen Dobyns (* 1941)
- David Dodge (1910–1974)
- Friedrich Dönhoff (* 1967)
- Darja Donzowa (* 1952)
- Thea Dorn (* 1970)
- Claire Douglas
- Arthur Conan Doyle (1859–1930)
- Virginia Doyle, Pseudonym von Robert Brack (* 1959)
- Julie Dubois
- Markus Dullin (* 1964)
- William Murdoch Duncan (1909–1975)
- Francis Durbridge (1912–1998)
- Friedrich Dürrenmatt (1921–1990)
- Jon Durschei, Pseudonym von Werner Bucher (1938–2019)
- Herbert Dutzler (* 1958)

## E
- Mignon G. Eberhart (1899–1996)
- Wolfgang Ecke (1927–1983)
- Horst Eckert (* 1959)
- Klaus Eckhardt (1949–2012)
- Umberto Eco (1932–2016)
- Rampo Edogawa (1894–1965)
- Åke Edwardson (* 1953)
- Anja Eichbaum (* 1963)
- Wilfried Eggers (* 1951)
- Elsebeth Egholm (* 1960)
- Jürgen Ehlers (* 1948)
- Horst Ehmke (1927–2017)
- Jan Eik (* 1940)
- Kerstin Ekman (* 1933)
- Heidi van Elderen (* 1980)
- Aaron Elkins (* 1935)
- Stanley Ellin (1916–1986)
- James Ellroy (* 1948)
- Sven Elvestad (1884–1934)
- François Emmanuel (* 1952)
- Pierre Emme (1943–2008)
- Guy Endore (1900–1970)
- Maurice-Bernard Endrèbe (1918–2005)
- Howard Engel (1931–2019)
- Erik Eriksson (1937–2021)
- Kjell Eriksson (* 1953)
- Thomas Erle (* 1952)
- Andreas Eschbach (* 1959)
- Loren D. Estleman (* 1952)
- Janet Evanovich (* 1943)
- Percival Everett (* 1956)
- Jon Ewo (* 1957)
- Charles Exbrayat (1906–1989)

## F
- Frank Faber (1966–2013)
- Frieder Faist (1948–2008)
- Giorgio Faletti (1950–2014)
- John Farrow, Pseudonym von Trevor Ferguson (* 1947)
- Annamaria Fassio (* 1941)
- Lucas Fassnacht (* 1988)
- Andrea Fazioli (* 1978)
- Kenneth Fearing (1902–1961)
- Leo Feks (1934–2015)
- Tony Fennelly (* 1945)
- Zoë Ferraris (* 1970)
- Elizabeth Ferrars (1907–1995)
- Paul Féval (1816–1887)
- Nino Filastò (1938–2021)
- A. J. Finn, Pseudonym von Daniel Mallory (* 1979)
- Claus Cornelius Fischer (1951–2020)
- Heinz-Joachim Fischer (* 1944)
- Joe Fischler (* 1975)
- Sebastian Fitzek (* 1971)
- Joan Fleming (1908–1980)
- Jan Flieger (* 1941)
- Gillian Flynn (* 1971)
- Andreas Föhr (* 1958)
- Nicola Förg (* 1962)
- Marcello Fois (* 1960)
- Ken Follett (* 1949)
- Candice Fox (* 1980)
- Liliane Fontaine (* 1958)
- Katherine V. Forrest (* 1939)
- Frederick Forsyth (1938–2025)
- Karin Fossum (* 1954)
- Dick Francis (1920–2010)
- Leo Frank (1925–2004)
- Christiane Franke (* 1963)
- Franziska Franke (* 1955)
- Andreas Franz (1954–2011)
- Franziska Franz (* 1962)
- Nils-Olof Franzén (1916–1997)
- Nicolas Freeling (1927–2003)
- R. Austin Freeman (1862–1943)
- Brian Freemantle (1936–2024)
- Celia Fremlin (1914–2009)
- Nicci French: Nicci Gerrard (* 1958) und Sean French (* 1959)
- Tana French (* 1973)
- Marc Freund (* 1972)
- Fruttero & Lucentini: Carlo Fruttero (1926–2012) und Franco Lucentini (1920–2002)
- Jaume Fuster (1945–1998)
- Christiane Fux (* 1966)
- Frances Fyfield (* 1948)

## G
- Émile Gaboriau (1832–1873)
- Robert Galbraith, Pseudonym von Joanne K. Rowling (* 1965)
- Eva B. Gardener (* 1957)
- Erle Stanley Gardner (1889–1970) (auch als A. A. Fair)
- John Edmund Gardner (1926–2007)
- Pascal Garnier (1949–2010)
- Peter Garski (* 1959)
- Christof Gasser  (* 1960)
- Anke Gebert (* 1960)
- Jef Geeraerts (1930–2015)
- Monika Geier (* 1970)
- Giuseppe Genna (* 1969)
- Elizabeth George (* 1949)
- Doris Gercke (1937–2025)
- Peter Gerdes (* 1955)
- Andrea Gerecke (* 1957)
- Gunter Gerlach (* 1941)
- Ulrike Gerold (* 1956)
- Tess Gerritsen (* 1953)
- Harald Gilbers (* 1969)
- Alicia Giménez-Bartlett (* 1951)
- Buddy Giovinazzo (* 1957)
- Friedrich Glauser (1896–1938)
- Thomas Glavinic (* 1972)
- Kim Godal (* 1970)
- Peter Godazgar (* 1967)
- Tommie Goerz, Pseudonym von Marius Kliesch (* 1954)
- Susanne Goga (* 1967)
- Frank Göhre (* 1943)
- Frank Goldammer (* 1975)
- Anne Goldmann (1961–2021)
- Juan Gómez-Jurado (* 1977)
- Leonardo Gori (* 1957)
- Paula Gosling (* 1939)
- Andreas Gößling (* 1958)
- Wolfgang Gösweiner (* 1978)
- Silvia Götschi (* 1958)
- Frank Goyke (* 1961)
- Roger Graf (* 1958)
- Lisa Graf-Riemann (* 1958)
- Sue Grafton (1940–2017)
- Caroline Graham (* 1931)
- Christine Grän (* 1952)
- Peter Grandl (* 1963)
- Ann Granger (* 1939)
- Mark Greaney (* 1968)
- Andrew Greeley (1928–2013)
- Kerry Greenwood (1954–2025)
- Martha Grimes (* 1931)
- Ulrich Werner Grimm (* 1954)
- Joachim Grintsch (* 1955)
- John Grisham (* 1955)
- Balduin Groller (1848–1916)
- Auguste Groner (1850–1929)
- Sabine Gronover (* 1969)
- Johannes Groschupf (* 1963)
- Paul Grote (* 1946)
- Alexandra von Grote (* 1944)
- Andreas Gruber (* 1968)
- C. H. Guenter (1924–2005)
- Christoph Güsken (* 1958)
- Robert van Gulik (1910–1967)
- Batya Gur (1947–2005)
- Philipp Gurt (* 1968)
- Beth Gutcheon (* 1945)

## H
- Wolf Haas (* 1960)
- Britta Habekost (* 1982)
- Christian Habekost (* 1962)
- Gisbert Haefs (* 1950)
- Stephan Hähnel (* 1961)
- Stefan Haenni (* 1958)
- Nikola Hahn (* 1963)
- Ronald M. Hahn (* 1948)
- Lars Haider (* 1969)
- Carolyn Haines (* 1953)
- Ina Haller (* 1972)
- Donald Hamilton (1916–2006)
- Steve Hamilton (* 1961)
- Petra Hammesfahr (* 1951)
- Dashiell Hammett (1894–1961)
- Kathrin Hanke (1969–2024)
- Joseph Hansen (1923–2004)
- Cyril Hare (1900–1958)
- Thomas Harris (* 1940)
- Cynthia Harrod-Eagles (* 1948)
- John Hart (* 1965)
- Petra Hartlieb (* 1967)
- Alexander Hartung (* 1970)
- Romy Hausmann (* 1981)
- Paula Hawkins (* 1972)
- Mo Hayder (1962–2021)
- Henry F. Heard (1889–1971)
- Ulrich Hefner (* 1961)
- Marina Heib (* 1960)
- Uta-Maria Heim (* 1963)
- Alexander Heimann (1937–2003)
- Veit Heinichen (* 1957)
- Kathrin Heinrichs (* 1970)
- Carsten Sebastian Henn (* 1973)
- Paul Henricks (1925–2008)
- Gerhard Henschel (* 1962)
- Kai Hensel (* 1965)
- Tim Herden (* 1965)
- Elisabeth Herrmann (* 1959)
- Thomas Herzberg
- Michael Herzig (* 1965)
- Joan Hess (1949–2017)
- Richard Hey (1926–2004)
- Carl Hiaasen (* 1953)
- Keigo Higashino (* 1958)
- George V. Higgins (1939–1999)
- Jack Higgins (1929–2022)
- Carol Higgins Clark (1956–2023)
- Mary Higgins Clark (1927–2020)
- Patricia Highsmith (1921–1995)
- Reginald Hill (1936–2012)
- Tom Hillenbrand (* 1972)
- Tony Hillerman (1925–2008)
- Chester Himes (1909–1984)
- Ulrich Hinse (* 1947)
- Ernst Hinterberger (1931–2012)
- Dolores Hitchens (1907–1973)
- Michael Hjorth (* 1963)
- Tami Hoag (* 1959)
- Edward D. Hoch (1930–2008)
- Paulus Hochgatterer (* 1961)
- Heinz Werner Höber (1931–1996)
- Thomas Hoeps (* 1966)
- Jilliane Hoffman (* 1967)
- Daniel Holbe (* 1976)
- Timothy Holme (1928–1987)
- Kirsten Holst (1936–2008)
- Anne Holt (* 1958)
- Stefan Holtkötter (* 1973)
- Andreas Hoppert (* 1963)
- E. W. Hornung (1866–1921)
- Norbert Horst (* 1956)
- Shin’ichi Hoshi (1926–1997)
- Geoffrey Household (1900–1988)
- Annie Hruschka (1867–1929)
- Felix Huby (1938–2022)
- Marcus Hünnebeck (* 1971)
- Sandra Hughes (* 1966)
- Stephen Hunter (* 1946)
- Gregg Hurwitz (* 1973)
- Marcel Huwyler (* 1968)

## I
- Arnaldur Indriðason (* 1961)
- Viktor Arnar Ingólfsson (* 1955)
- Hammond Innes (1913–1998)
- Michael Innes (1906–1994)
- Kōtarō Isaka (* 1971)
- Jógvan Isaksen (* 1950)
- Uwe Ittensohn (* 1965)
- Petra Ivanov (* 1967)
- Jean-Claude Izzo (1945–2000)

## J
- Peter James (* 1948)
- P. D. James (1920–2014)
- Anna Jansson (* 1958)
- Bengt Janus (1921–1988)
- Sébastien Japrisot (1931–2003)
- Christian Jaschinski (* 1965)
- Bernhard Jaumann (* 1957)
- Sam Jaun (1935–2018)
- Matti Y. Joensuu (1948–2011)
- Ragnar Jónasson (* 1976)
- Stan Jones (* 1947)
- Thierry Jonquet (1954–2009)
- Sina Jorritsma, Pseudonym
- Henrike Jütting (* 1970)
- Reinhard Junge (* 1946)
- Leonid Jusefowitsch (* 1947)

## K
- Wolfgang Kaes (* 1958)
- Friedrich Kalpenstein (* 1971)
- Tom Kakonis (1930–2018)
- Anna Kalman, Pseudonym zweier Autorinnen
- Stuart Kaminsky (1934–2009)
- Renate Kampmann (* 1953)
- Thomas Kanger (* 1951)
- Leif Karpe (* 1968)
- H. P. Karr, Pseudonym von Reinhard Jahn (* 1955)
- Yaak Karsunke (1934–2025)
- Gabriela Kasperski (* 1962)
- Corinna Kastner (* 1965)
- Thomas Kastura (* 1966)
- John Katzenbach (* 1950)
- Corinna Kawaters (* 1953)
- H. R. F. Keating (1926–2011)
- Jürgen Kehrer (* 1956)
- Gabriele Keiser (* 1953)
- Faye Kellerman (* 1952)
- Jonathan Kellerman (* 1949)
- Erin Kelly (* 1976)
- Fiona Kelly (* 1959)
- Harry Kemelman (1908–1996)
- Martina Kempff (* 1950)
- Baynard Kendrick (1894–1977)
- Lars Kepler, Pseudonym eines Autorenduos
- Simon Kernick (* 1966)
- Philip Kerr (1956–2018)
- Bettina Kerwien (* 1967)
- James Kestrel, Pseudonym von Jonathan Moore (* 1977)
- Hans Werner Kettenbach (1928–2018)
- Yasmina Khadra (* 1955)
- Raymond Khoury (* 1960)
- Michael Kibler (* 1963)
- Laurie R. King (* 1952)
- Stephen King (* 1947)
- Lieselotte Kinskofer (* 1959)
- Natsuo Kirino (* 1951)
- Pentti Kirstilä (1948–2021)
- Simone Klages (* 1956)
- Sabine Klewe (* 1966)
- Andrea Klier († 2017)
- Vincent Kliesch (* 1974)
- Friedrich Gerhard Klimmek (* 1949)
- Christian Klinger (* 1966)
- Kristian Klippel, Pseudonym von Christian Klippel (* 1955)
- Gisa Klönne (* 1964)
- Renate Klöppel (* 1948)
- Volker Klüpfel (* 1971)
- Edith Kneifl (* 1954)
- Ulrich Knellwolf (* 1942)
- Ronald A. Knox (1888–1957)
- Seraina Kobler (* 1982)
- Michael Kobr (* 1973)
- Martin Kolozs (* 1978)
- Alfred Komarek (1945–2024)
- Tomasz Konatkowski (* 1968)
- Dean R. Koontz (* 1945)
- Lenz Koppelstätter (* 1982)
- Tessa Korber (* 1966)
- Carmen Korn (* 1952)
- Michael Koser (1938–2024)
- Henner Kotte (1963–2024)
- Marek Krajewski (* 1966)
- Ludwig Kramer (* 1959)
- Ralf Kramp (* 1963)
- Günter Krieger (* 1965)
- Barbara Krohn (* 1957)
- Tim Krohn (* 1965)
- Martin Krüger (* 1986)
- Thomas Krüger (* 1962)
- Tatjana Kruse (* 1960)
- Manuela Kuck (* 1960)
- Cornelia Kuhnert (* 1956)
- Hans Kuhnert (* 1949)
- Alexandra Kui (* 1973)
- Eberhard Kunkel (1931–2019)
- Gunnar Kunz (* 1961)
- Volker Kutscher (* 1962)
- Henry Kuttner (1915–1958)
- -ky, Pseudonym von Horst Bosetzky (1938–2018)

## L
- Camilla Läckberg (* 1974)
- Ed Lacy (1911–1968)
- David Lagercrantz (* 1962)
- Pierre Lagrange, Pseudonym von Sven Koch (* 1969)
- Diana Lama (* 1960)
- Max Landorff, Pseudonym von Andreas und Stephan Lebert
- Joe R. Lansdale (* 1951)
- Fabio Lanz, Pseudonym von Martin Meyer (* 1951)
- Schulamit Lapid (* 1934)
- Jens Lapidus (* 1974)
- Åsa Larsson (* 1966)
- Stieg Larsson (1954–2004)
- Paul Lascaux, Pseudonym von Paul Ott (* 1955)
- Emma Lathen, Pseudonym des Autoren-Duos Mary Jane Latsis und Martha Hennissart
- Siegbert Lattacher (* 1963)
- Uwe Laub (* 1971)
- Walter Laufenberg (* 1935)
- Dieter de Lazzer (* 1941)
- Stephen Leacock (1869–1944)
- Maurice Leblanc (1864–1941)
- John le Carré (1931–2020)
- Artur Leenders (1954–2020)
- Hiltrud Leenders (1955–2018)
- Dennis Lehane (* 1965)
- Christine Lehmann (* 1958)
- Stefan Lehnberg (* 1964)
- Leena Lehtolainen (* 1964)
- Felix Leibrock (* 1960)
- Anton Leiss-Huber (* 1980)
- Pierre Lemaitre (* 1951)
- Patrick Lennon (* 1964)
- Conny Lens (* 1951)
- Donna Leon (* 1942)
- Elmore Leonard (1925–2013)
- Giulio Leoni (* 1951)
- Alex Lépic, Pseudonym von Alexander Oetker (* 1982)
- Gudrun Lerchbaum (* 1965)
- Gaston Leroux (1868–1927)
- John T. Lescroart (* 1948)
- Kai Leuner (* 1974)
- Heinrich von Levitschnigg (1810–1862)
- John Ajvide Lindqvist (* 1968)
- Jeff Lindsay (* 1952)
- Charlotte Link (* 1963)
- Laura Lippman (* 1959)
- Eva Lirot (* 1966)
- Jürgen Lodemann (* 1936)
- Inge Löhnig (* 1957)
- Davide Longo (* 1971)
- Gabrielle Lord (* 1946)
- Jens Lossau (* 1974)
- Peter Lovesey (1936–2025)
- Carlo Lucarelli (* 1960)
- Harry Luck (* 1972)
- Robert Ludlum (1927–2001)
- Stephan Ludwig (* 1965)
- Sandra Lüpkes (* 1971)
- John Lutz (1939–2021)

## M
- Stuart MacBride (* 1969)
- Loriano Macchiavelli (* 1934)
- Ross Macdonald (1915–1983)
- Helen MacInnes (1907–1985)
- Malcolm Mackay (* 1982)
- Alistair MacLean (1922–1987)
- Charlotte MacLeod (1922–2005)
- Anja Mädere (* 1991)
- Léo Malet (1909–1996)
- Jean-Patrick Manchette (1942–1995)
- Claudio Michele Mancini (* 1945)
- Stefán Máni (* 1970)
- Henning Mankell (1948–2015)
- Jessica Mann (1937–2018)
- Sunil Mann (* 1972)
- Beatrix Mannel (* 1961)
- Dominique Manotti (* 1942)
- Carlo Manzoni (1909–1975)
- Scott Mariani (* 1968)
- Alexandra Marinina (* 1957)
- Petros Markaris (* 1937)
- Peter Märkert (* 1955)
- Liza Marklund (* 1962)
- Margaret Maron
- John P. Marquand (1893–1960)
- Ngaio Marsh (1895–1982)
- Sophie Martaler, Pseudonym von Sabine Klewe (* 1966)
- Lee Martin, Pseudonym von Anne Wingate (1943–2021)
- Hansjörg Martin (1920–1999)
- Pierre Martin, Pseudonym
- Sabine Martin, Pseudonym von Sabine Klewe (* 1966)
- Manuela Martini (* 1963)
- Mischa Martini (* 1956)
- Toby Martins (* 1953)
- Sujata Massey (* 1964)
- Matsumoto Seichō (1909–1992)
- Petra Mattfeldt (* 1971)
- Jörg Maurer (* 1953)
- Beate Maxian (* 1967)
- Peter May (* 1951)
- Felicitas Mayall (1947–2016)
- Ilona Mayer-Zach (* 1963)
- Ed McBain (1926–2005)
- Alexander McCall Smith (* 1948)
- Helen McCloy (1904–1994)
- Val McDermid (* 1955)
- Gregory Mcdonald (1937–2008)
- Cody McFadyen (1968–2023)
- Patrick McGinley (* 1937)
- Adrian McKinty (* 1968)
- Glenn Meade (* 1957)
- Hartmut Mechtel (* 1949)
- Ivar Leon Menger (* 1973)
- August Gottlieb Meißner (1753–1807)
- Derek Meister (* 1973)
- Marc Meller, Pseudonym von Lorenz Stassen (* 1969)
- Brad Meltzer (* 1970)
- Judith Merchant (* 1976)
- Deon Meyer (* 1958)
- Kai Meyer (* 1969)
- Boris Meyn (1961–2022)
- Eberhard Michaely (* 1967)
- Jon Michelet (1944–2018)
- Keith Miles (* 1940)
- Margaret Millar (1915–1994)
- Franco Mimmi (* 1942)
- Denise Mina (* 1966)
- Edda Minck (* 1958)
- Bernard Minier (* 1960)
- Megan Miranda
- Susanne Mischke (* 1960)
- Dror Mishani (* 1975)
- Miyuki Miyabe (* 1960)
- Tsutomu Mizukami (1919–2004)
- Steffen Mohr (1942–2018)
- Michael Molsner (* 1939)
- Danila Montanari (1948–2023)
- Richard Montanari (* 1952)
- Bill Moody (1941–2018)
- Christopher G. Moore (* 1952)
- Jonathan Moore (* 1977)
- Catherine L. Moore (1911–1987)
- Michael Moritz (* 1968)
- Ian Morson (* 1947)
- John Mortimer (1923–2009)
- Fanny Morweiser (1940–2014)
- Walter Mosley (* 1952)
- Patricia Moyes (1923–2000)
- Thomas Muir
- Thomas Mullen (* 1974)
- Corinna Müller (* 1966)
- Marcia Muller (* 1944)
- Olaf Müller (* 1959)
- Irène Mürner (* 1972)
- Stefan Murr, Pseudonym von Bernhard Horstmann (1919–2008)
- Max Murray (1901–1956)
- Amy Myers (* 1938)

## N
- Magdalen Nabb (1947–2007)
- Sabina Naber (* 1965)
- Sibylle Narberhaus (* 1968)
- Barbara Nadel
- Giancarlo Narciso (* 1947)
- Peter Nathschläger (* 1965)
- Shizuko Natsuki (* 1938)
- Michael Nava (* 1954)
- Jo Nesbø (* 1960)
- Håkan Nesser (* 1950)
- Ottmar Neuburger (* 1959)
- Nele Neuhaus (* 1967)
- Ronnith Neumann (* 1948)
- Gerhard Neumann (1930–2002)
- Beverley Nichols (1898–1983)
- Helen Nielsen (1918–2002)
- Jørn Nielsen (* 1960)
- Jim Nisbet (1947–2022)
- Kyotaro Nishimura (1930–2022)
- Ingrid Noll (* 1935)
- Pierre Nord (1900–1985)
- Anne Nørdby, Pseudonym von Anette Strohmeyer (* 1975)
- Graham Norton (* 1963)
- Regina Nössler (* 1964)
- Liz Nugent (* 1967)
- Klaus Nührig (* 1958)
- Malla Nunn (* 1963)
- Hannes Nygaard, Pseudonym von Rainer Dissars-Nygaard (* 1949)
- Harri Nykänen (1953–2023)

## O
- Hannah O’Brien, Pseudonym von Hannelore Hippe (* 1951)
- Carol O’Connell (* 1947)
- Gemma O’Connor (* 1940)
- Daniel Odier (* 1945)
- Peter O’Donnell (1920–2010)
- Petra Oelker (* 1947)
- Alexander Oetker (* 1982)
- Margherita Oggero (* 1940)
- Nina Ohlandt (1952–2020)
- Kristina Ohlsson (* 1979)
- Celil Oker (1952–2019)
- Renato Olivieri (1925–2013)
- Karl Olsberg (* 1960)
- Emma Orczy (1865–1947)
- Arimasa Osawa (* 1956)
- Richard Osman (* 1970)
- Heiger Ostertag (* 1953)
- Håkan Östlundh (* 1962)
- Susanne Oswald (* 1964)

## P
- Leonardo Padura (* 1955)
- Claudio Paglieri (* 1965)
- Ivo Pala (* 1966)
- Kurt Palm (* 1955)
- Gilles Del Pappas (* 1949)
- Astrid Paprotta (* 1957)
- Sara Paretsky (* 1947)
- Robert B. Parker (1932–2010)
- T. Jefferson Parker (* 1953)
- Jean-François Parot (1946–2018)
- Jill Paton Walsh (1937–2020)
- James Patterson (* 1947)
- Richard North Patterson (* 1947)
- Eliot Pattison (* 1951)
- Elliot Paul (1891–1958)
- Gisa Pauly (* 1947)
- Oliver Pautsch (* 1965)
- Iain Pears (* 1955)
- Patrick Pécherot (* 1953)
- Manuel de Pedrolo (1918–1990)
- Daniel Pennac (* 1944)
- Louise Penny (* 1958)
- Kate Penrose (* 1964)
- Pepetela (* 1941)
- Alessandro Perissinotto (* 1964)
- Antonio Perria (1924–2004)
- Anne Perry (1938–2023)
- Elizabeth Peters (1927–2013)
- Ellis Peters (1913–1995)
- Axel Petermann (* 1952)
- Joachim H. Peters (* 1958)
- Katharina Peters, Pseudonym von Manuela Kuck (* 1960)
- Sandra Pfändler (* 1972)
- Thomas Pfanner (* 1960)
- Kerstin Pflieger (* 1980)
- Nancy Pickard (* 1945)
- Andrea G. Pinketts (* 1961)
- Akif Pirinçci (* 1959)
- Elke Pistor (* 1967)
- Andreas P. Pittler (* 1964)
- Ivy Pochoda (* 1977)
- Edgar Allan Poe (1809–1849)
- Alex Pohl (* 1977)
- Theo Pointner (* 1964)
- Stephan Pörtner (* 1965)
- Oliver Pötzsch (* 1970)
- Melville Davisson Post (1869–1930)
- Ursula Poznanski (* 1968)
- Theresa Prammer (* 1974)
- Sören Prescher (* 1978)
- Douglas Preston (* 1956)
- Josef J. Preyer (* 1948)
- Anthony Price (1928–2019)
- Jutta Profijt (* 1967)
- Joesi Prokopetz (* 1952)
- Susanne Ptak (* 1964 )
- Claudia Puhlfürst (* 1963)
- Hardy Pundt (* 1964)
- Mario Puzo (1920–1999)

## Q
- Ellery Queen, Pseudonym des Autorenduos Frederick Dannay und Manfred Bennington Lee
- Patrick Quentin, Pseudonym des Autorenduos Richard Wilson Webb und Hugh Callingham Wheeler
- Arthur Quiller-Couch (1863–1944)

## R
- Thomas Raab (* 1970)
- Marc Raabe (* 1968)
- Cay Rademacher (* 1965)
- Lars Rambe (* 1968)
- Ian Rankin (* 1960)
- Julian Rathbone (1935–2008)
- Roman Rausch (* 1961)
- Derek Raymond (1931–1994)
- Kerstin Rech (* 1962)
- Jean M. Redmann (* 1955)
- Dolores Redondo (* 1969)
- Rob Reef (* 1968)
- Dilwyn Rees, Pseudonym von Glyn Daniel (1914–1986)
- Matt Beynon Rees (* 1967)
- Arthur Benjamin Reeve (1880–1936)
- Krinke Rehberg, Pseudonym von Benjamin Tomkins (* 1965)
- Susanne Reiche (* 1962)
- Linus Reichlin (* 1957)
- Kathy Reichs (* 1948)
- Theodor J. Reisdorf (1935–2015)
- Gerhard J. Rekel (* 1965)
- Ilkka Remes (* 1962)
- Ruth Rendell (1930–2015)
- Valeska Réon, Pseudonym von Michaela Marwich (* 1962)
- Andrea Revers (* 1961)
- Rosa Ribas (* 1963)
- Gil Ribeiro, Pseudonym von Holger Karsten Schmidt (* 1965)
- Helga Riedel (* 1942)
- Claudia Rimkus (* 1956)
- Ulrich Ritzel (* 1940)
- J.D. Robb, Pseudonym von Nora Roberts (* 1950)
- John Maddox Roberts (1947–2024)
- Nora Roberts (* 1950)
- Peter Robinson (1950–2022)
- Michael Robotham (* 1960)
- C. V. Rock (1906–1985)
- Irene Rodrian (1937–2025)
- Stefan Roduner (* 1966)
- James Rollins (* 1961)
- Matti Rönkä (* 1959)
- Karen Rose (* 1964)
- Malcolm Rose (* 1953)
- Hans Rosenfeldt (* 1964)
- Eva Rossmann (* 1962)
- S. J. Rozan (* 1950)
- Dieter Paul Rudolph (1955–2017)
- Wolfgang Ruehl (* 1958)
- Dirk Rühmann (* 1960)
- Craig Russell (* 1956)
- Andreas Russenberger (* 1968)
- She Seya Rutan, Pseudonym von Dana Brandt (* 1976)

## S
- Riley Sager, Pseudonym von Todd Ritter (* 1974)
- Marcus Sakey (* 1974)
- Barbara Saladin (* 1976)
- Claudia Salvatori (* 1954)
- James Sallis (* 1944)
- Karen Sander, Pseudonym von Sabine Klewe (* 1966)
- Ralph Sander (* 1963)
- John Sandford (* 1944)
- Lisa Sandlin (* 1951)
- Manuela Sanne (* 1962)
- Walter Satterthwait (1946–2020)
- Beate Sauer (* 1966)
- Dorothy L. Sayers (1893–1957)
- Steven Saylor (* 1956)
- Giorgio Scerbanenco (1911–1969)
- Carlo Schäfer (1964–2015)
- Frank Schätzing (* 1957)
- Urs Schaub (* 1951)
- Karl-Herbert Scheer (1928–1991)
- Andrea Maria Schenkel (* 1962)
- Petra Schier (* 1978)
- Uwe Schimunek (* 1969)
- Thorsten Schleif (* 1980)
- Bernhard Schlink (* 1944)
- Niklaus Schmid (* 1942)
- Dagmar Isabell Schmidbauer (* 1962)
- Holger Karsten Schmidt (* 1965)
- Peter Schmidt (* 1944)
- Ingrid Schmitz (* 1955)
- Friederike Schmöe (* 1967)
- Anna Schneider (* 1966)
- Hansjörg Schneider (* 1938)
- Harald Schneider (* 1962)
- Marijke Schnyder (* 1956)
- Alan Scholefield (1931–2017)
- Daniel Scholten (* 1973)
- Wolfgang Schorlau (* 1951)
- Helfried Schreiter (1935–1992)
- Berndt Schulz (* 1942)
- Gesine Schulz (* 1969)
- Eva Schumann (* 1957)
- René Schurtenberger (* 1966)
- Elke Schwab (* 1964)
- Wolfgang Schweiger (* 1951)
- Severin Schwendener (* 1983)
- Florian Schwiecker (* 1972)
- Tiziano Sclavi (* 1953)
- Klaus Sebastian (* 1952)
- Jan Seghers, Pseudonym von Matthias Altenburg (* 1958)
- Luis Sellano, Pseudonym von Oliver Kern (* 1968)
- Jochen Senf (1942–2018)
- Emrah Serbes (* 1981)
- Henry Seymour (* 1931)
- Catherine Shepherd (* 1972)
- Lilja Sigurðardóttir (* 1972)
- Yrsa Sigurðardóttir (* 1963)
- Sonja Silberhorn (* 1979)
- Georges Simenon (1903–1989)
- Anna Simons, Pseudonym von Anna Schneider (* 1966)
- Maj Sjöwall (1935–2020)
- Fredrik Skagen (1936–2017)
- Liliane Skalecki (* 1958)
- Edward Sklepowich (* 1943)
- Karin Slaughter (* 1971)
- Henry Slesar (1927–2002)
- Stefan Slupetzky (* 1962)
- Åke Smedberg (* 1948)
- Karin Smirnoff (* 1964)
- Roger Smith (* 1960)
- C. P. Snow (1905–1980)
- Jakob Maria Soedher (* 1963)
- Teresa Solana (* 1962)
- Ernst Solèr (1960–2008)
- Lars Sommer, Pseudonym von Lucas Fassnacht (* 1988)
- M. W. Sophar (1852–1925)
- Piero Soria (* 1944)
- Reiner M. Sowa (* 1959)
- Otto Soyka (1881–1955)
- Martin Spiegelberg (1955–2020)
- Mickey Spillane (1918–2006)
- Gunnar Staalesen (* 1947)
- Christopher Stahl (1944–2018)
- Veronica Stallwood
- Vincent Starrett (1886–1974)
- Lorenz Stassen (* 1969)
- Aaron Marc Stein (1906–1985)
- Werner Steinberg (1913–1992)
- Heinrich Steinfest (* 1961)
- Jörg Steinleitner (* 1971)
- R. A. Stemmle (1903–1974)
- Viveca Sten (* 1959)
- Lara Stern (* 1953)
- Chevy Stevens (* 1973)
- Taylor Stevens (* 1972)
- Samuel M. Steward (1909–1993)
- Kai Magnus Sting (* 1978)
- Thomas Stipsits (* 1983)
- Silvia Stolzenburg (* 1974)
- Nick Stone (* 1966)
- Rex Stout (1886–1975)
- Hans Dieter Stöver (1937–2020)
- Maria Elisabeth Straub (* 1943)
- Sven Stricker (* 1970)
- Arno Strobel (* 1962)
- Wallace Stroby (* 1960)
- Tony Strong, Pseudonym von Anthony Capella (* 1962)
- Andreas Suchanek (* 1982)
- Thorsten Sueße (* 1959)
- Hannes Sulzenbacher (* 1968)
- Vidar Sundstøl (* 1963)
- Vic Suneson (1911–1975)
- Sophie Sumburane (* 1987)
- Hans Suter (* 1940)
- Martin Suter (* 1948)
- Anton Svensson, Pseudonym des Autorenduos Anders Roslund (* 1961) und Stefan Thunberg (* 1968)
- Fanny Svoboda, Pseudonym von Andrea Walter (* 1980)
- Leonie Swann (* 1975)
- Peter Swanson (* 1968)
- Sobo Swobodnik (* 1966)
- Izabela Szolc (* 1978)

## T
- Paco Ignacio Taibo II (* 1949)
- Katsuhiko Takahashi (* 1947)
- Kaoru Takamura (* 1953)
- Donna Tartt (* 1963)
- Andrew Taylor (* 1951)
- Nancy Taylor Rosenberg (1946–2017)
- Phoebe Atwood Taylor (1909–1976)
- Trude Teige (* 1960)
- Jodocus Temme (1798–1881)
- Peter Temple (1946–2018)
- George Tenner (* 1939)
- Petra Tessendorf (* 1960)
- Lydia Tews (* 1951)
- Josephine Tey (1896–1952)
- Markus Theisen (* 1968)
- Ella Theiss (* 1951)
- Michael Theurillat (* 1961)
- Sabine Thiesler (* 1957)
- Felix Thijssen (1933–2022)
- Leslie Thomas (* 1931)
- Ross Thomas (1926–1995)
- Sabine Thomas
- Jim Thompson (1906–1977)
- Robert Thorogood (* 1972)
- Lavie Tidhar (* 1976)
- Werner Toelcke (1930–2017)
- Masako Togawa (1931–2016)
- Thorsten Tornow (* 1963)
- Lillian de la Torre (1902–1993)
- P. J. Tracy, Pseudonym eines Autorenduos
- Jörg H. Trauboth (* 1943)
- Peter Tremayne (* 1943)
- Stieg Trenter (1914–1967)
- Elleston Trevor (1920–1995)
- Sabine Trinkaus (* 1969)
- Heidi Troi (* 1972)
- Dirk Trost (* 1957)
- M. J. Trow (*  1949)
- Danielle Trussoni (* 1973)
- Michael Tsokos (* 1967)
- C. J. Tudor (* 1972)
- Thomas Tuma (* 1964)
- Arttu Tuominen (* 1981)
- Su Turhan (* 1966)
- Kurt Türke (1920–1984)
- Antti Tuomainen (* 1971)
- Helene Tursten (* 1954)
- Gordon Tyrie, Pseudonym von Thomas Kastura (* 1966)

## U
- Dorothy Uhnak (1930–2006)
- Rolf Uliczka (* 1946)
- Lutz Ullrich (* 1969)
- Stefan Ulrich (* 1963)
- Ahmet Ümit (* 1960)
- Barry Unsworth (1930–2012)
- Arthur W. Upfield (1890–1964)
- Karina Urbach (* 1968)

## V
- Horace Annesley Vachell (1861–1955)
- Andrew Vachss (1942–2021)
- Louis Joseph Vance (1879–1933)
- Valerio Varesi (* 1959)
- Fred Vargas (* 1957)
- Mascha Vassena (* 1970)
- Manuel Vázquez Montalbán (1939–2003)
- Regula Venske (* 1955)
- Marco Vichi (* 1957)
- Gary Victor (* 1958)
- Barbara Vine, Pseudonym von Ruth Rendell (1930–2015)
- Nury Vittachi (* 1958)
- Eva Völler (* 1956)
- Roland Voggenauer (* 1964)
- Christian von Ditfurth (* 1953)
- Roman Voosen (* 1973)
- Tom Voss, Pseudonym von Sven Koch (* 1969)

## W
- Oliver G. Wachlin (1966–2017)
- Florian Wacker (* 1980)
- Henry Wade (1887–1969)
- Corinna Waffender (* 1964)
- Jan Costin Wagner (* 1972)
- Per Wahlöö (1926–1975)
- Arkadi Wainer (1931–2005)
- Georgi Wainer (1938–2009)
- Ayelet Waldman (* 1964)
- Martin Walker (* 1947)
- Edgar Wallace (1875–1932)
- Penelope Wallace (1923–1997)
- Hans Walldorf (1926–2013)
- James Morgan Walsh (1897–1952)
- Andrea A. Walter, veröffentlicht auch als Fanny Svoboda (* 1980)
- Minette Walters (* 1949)
- Joseph Wambaugh (1937–2025)
- Klaus Wanninger (* 1953)
- Kathinka Wantula (* 1967)
- Ruth Ware (* 1977)
- Peter Wark (* 1961)
- Walter Wehner (* 1949)
- Louise Welsh (* 1965)
- Barbara Wendelken (* 1955)
- Patricia Wentworth (1878–1961)
- Friedhelm Werremeier (1930–2019)
- Valerie Wilson Wesley (* 1947)
- Donald E. Westlake (1933–2008)
- Burkhard Wetekam (* 1968)
- Janwillem van de Wetering (1931–2008)
- Ulrich Wickert (* 1942)
- Bruno S. Wiek (1897–1974)
- Manfred Wieninger (1963–2021)
- Oscar Wilde (1854–1900)
- Hannes Wildecker (1944–2022)
- Johannes Wilkes (* 1961)
- Roderick Wilkinson (* 1917)
- Charles Willeford (1919–1988)
- F. Paul Wilson (* 1946)
- Jacqueline Wilson (* 1945)
- Robert Wilson (* 1957)
- Stefan Winges (* 1957)
- Betty Winkelman (* 1936)
- Andreas Winkelmann (* 1968)
- Don Winslow (* 1953)
- Matthias Wittekindt (* 1958)
- Tom Wittgen, Pseudonym von Ingeburg Siebenstädt (* 1932)
- Rainer Wittkamp (1956–2020)
- Matthias Wittekindt (* 1958)
- Werner Wöckinger (* 1967)
- Klaus-Peter Wolf (* 1954)
- Tom Wolf (* 1964)
- Detlef Wolff (1934–2004)
- Gabriele Wolff (* 1955)
- Gabriella Wollenhaupt (* 1952)
- Tom Wood (* 1978)
- Sara Woods (1922–1985)
- Cornell Woolrich (1903–1968)
- Eric Wright (1929–2015)
- L. R. Wright (1939–2001)

## X
- Qiu Xiaolong (* 1953)

## Y
- Dornford Yates (1885–1960)
- Francis Young (1884–1954)

## Z
- Pierre Zaccone (1817–1895)
- Bastian Zach (* 1973)
- Peter-Paul Zahl (1944–2011)
- Tom Zai (* 1965)
- Israel Zangwill (1864–1926)
- Raphael Zehnder (* 1963)
- Peter Zeindler (1934–2023)
- Wolfgang Zeiske (1920–1975)
- Helmut Zenker (1949–2003)
- Thomas Ziegler, Pseudonym von Rainer Zubeil (1956–2004)
- Anne Zouroudi (* 1959)
- Jan Zweyer (* 1953)